# ایان زیرینگ
ایان زیرینگ (انگلیسی: Ian Ziering) (زادهٔ ۳۰ مارس ۱۹۶۴) یک هنرپیشه اهل ایالات متحده آمریکا است. وی از سال ۱۹۸۱ میلادی تاکنون مشغول فعالیت بوده‌است.
از فیلم‌ها یا برنامه‌های تلویزیونی که وی در آن نقش داشته است می‌توان به دومینو، هیچ راهی برای بازگشت نیست، عشق بی‌پایان، بورلی هیلز، ۹۰۲۱۰  و ساواته اشاره کرد.